# Lycodon aulicus
Lycodon aulicus är en ormart som beskrevs av Carl von Linné 1758. Lycodon aulicus ingår i släktet Lycodon och familjen snokar. Inga underarter finns listade i Catalogue of Life.
Arten förekommer från Pakistan österut till Myanmar och Sri Lanka. Den når i norr Nepal, södra Kina och Bhutan. Honor lägger cirka 16 långdragna ägg per tillfälle. De fördelas i 2 eller 3 grupper med 3 till 5 ägg.